# Bengt Palmquist
Bengt Valdemar Palmquist (Gotemburgo, 4 de abril de 1923 – 26 de novembro de 1995) foi um velejador sueco, campeão olímpico. Ele competiu nos Jogos Olímpicos de Verão de 1956 na classe Dragon e conquistou a medalha de ouro a bordo do Slaghöken II, ao lado de Folke Bohlin e Leif Wikström.
Palmquist também alcançou vários sucessos fora dos Jogos Olímpicos. Em 1975 ele se tornou campeão mundial de kite em Rochester com seus filhos Björn e Johan. Ele também ganhou a Copa Ouro em Ebeltoft em 1978 e em Edimburgo em 1979.